# 山梨県道714号鳴沢富士河口湖線

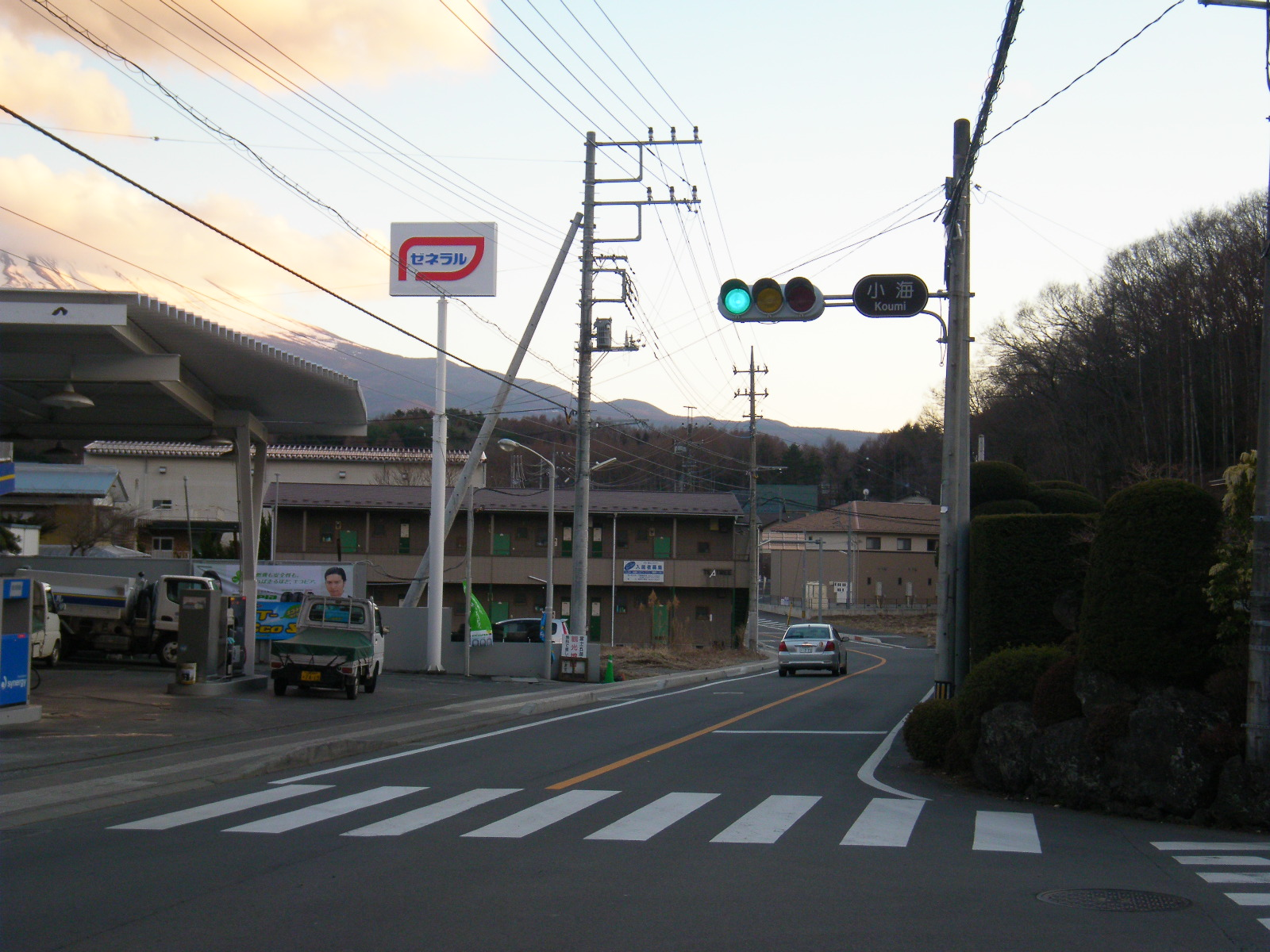
小海交差点（2011年3月）

山梨県道714号鳴沢富士河口湖線（やまなしけんどう714ごう なるさわふじかわぐちこせん）は、山梨県南都留郡鳴沢村から南都留郡富士河口湖町に至る一般県道である。富士河口湖町の街の中心部を東西に走る。全線が旧国道139号にあたる。

## 概要

### 路線データ
- 起点：山梨県南都留郡鳴沢村（大田和交差点＝国道139号交点）
- 終点：山梨県南都留郡富士河口湖町船津（船津三差路交差点＝国道137号交点）

## 通過する自治体

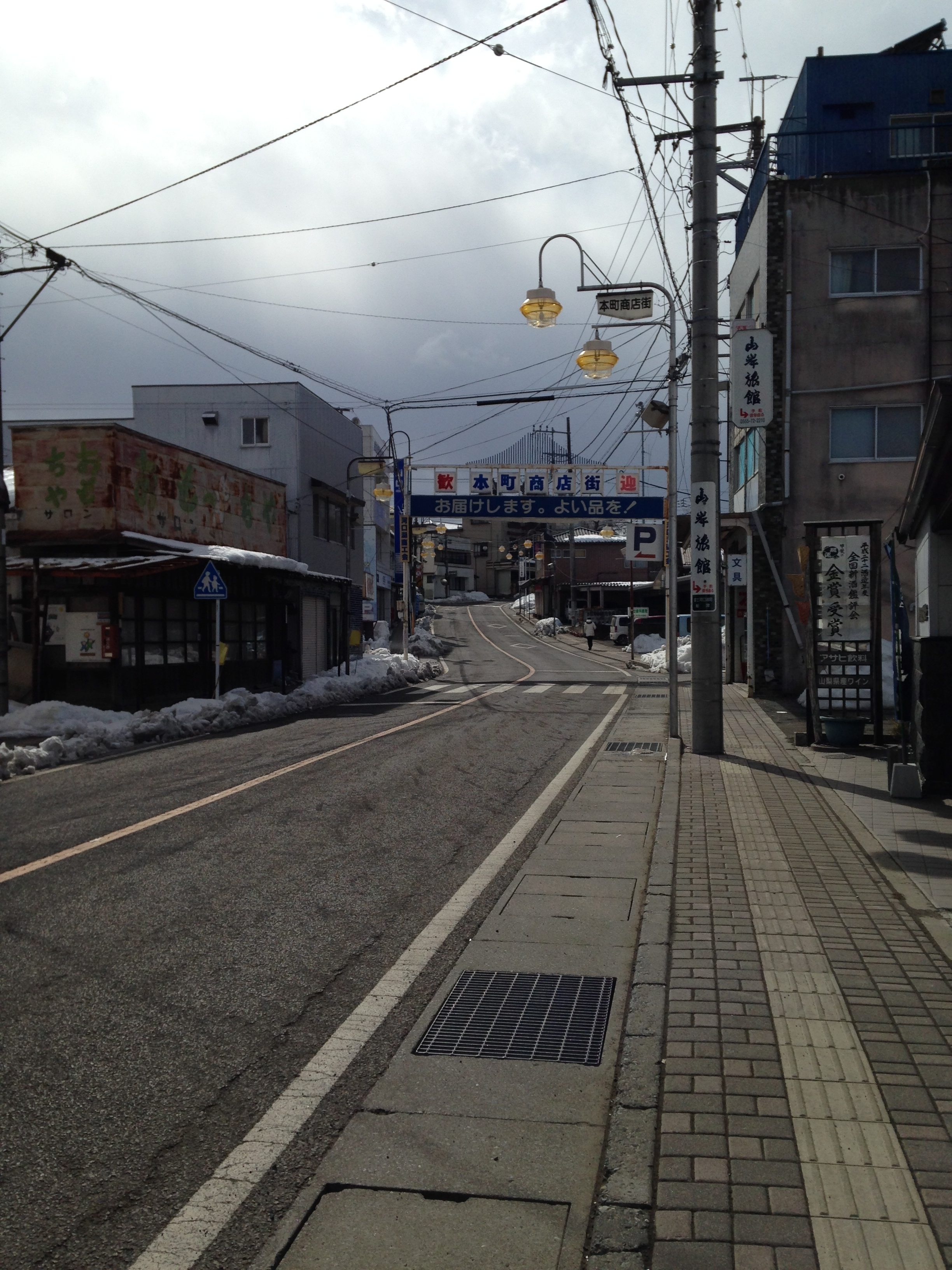
富士河口湖町船津・本町商店街（2014年3月）

- 山梨県南都留郡
  - 鳴沢村 - 富士河口湖町

## 交差・接続する道路
- 国道139号（鳴沢村・大田和交差点）
- 山梨県道707号富士河口湖富士線（富士河口湖町）
- 国道137号（富士河口湖町・船津三差路交差点）

## 周辺
- 富士河口湖町立大嵐小学校
- 富士河口湖町立勝山小学校
- 富士河口湖町立勝山中学校
- 富士河口湖町役場 勝山出張所
- 富士河口湖町立勝山保育所
- 勝山郵便局
- 富士河口湖町立小立小学校
- 富士河口湖町立小立保育所
- 富士河口湖町立河口湖南中学校
- 富士河口湖町立船津小学校